# Arenă

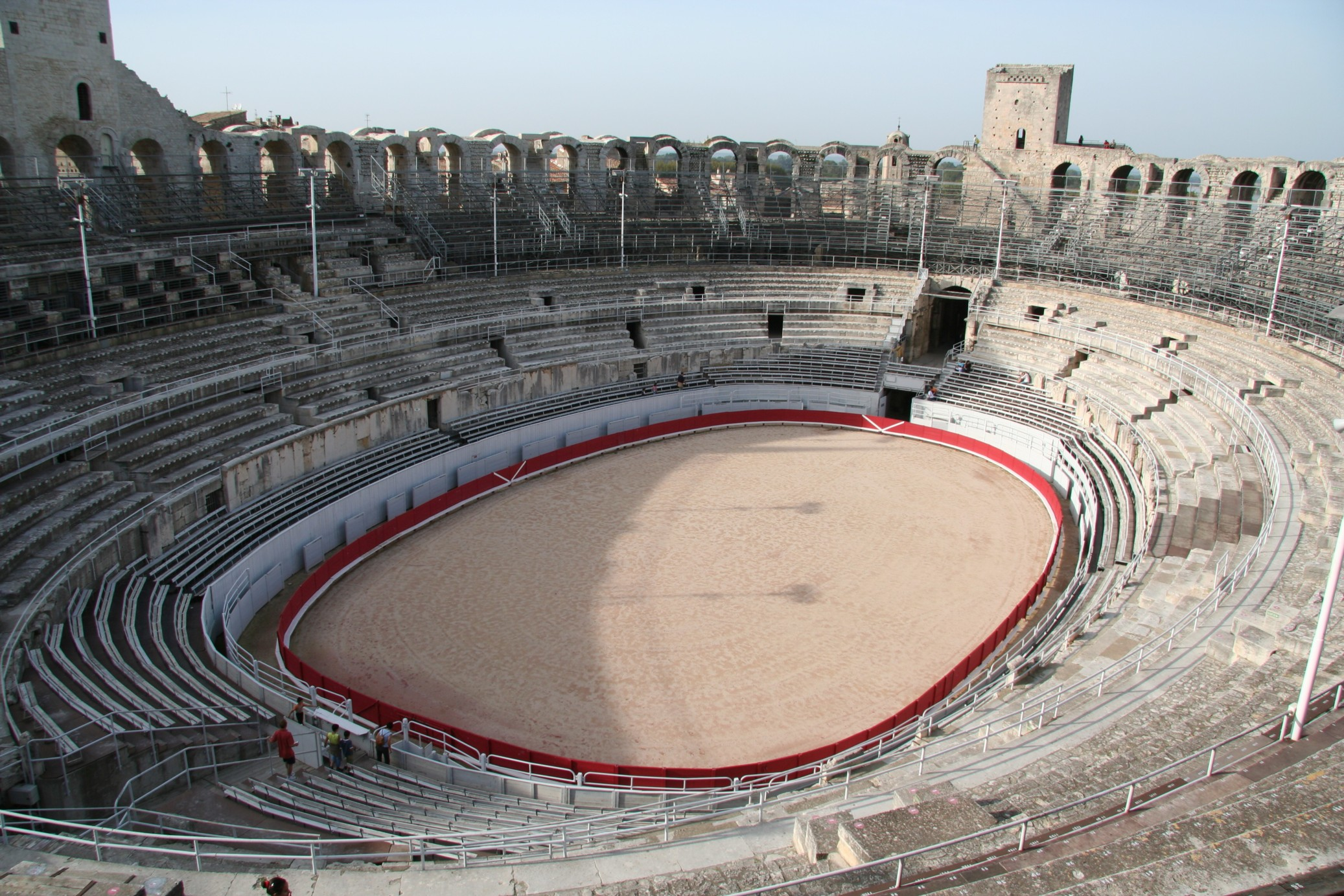

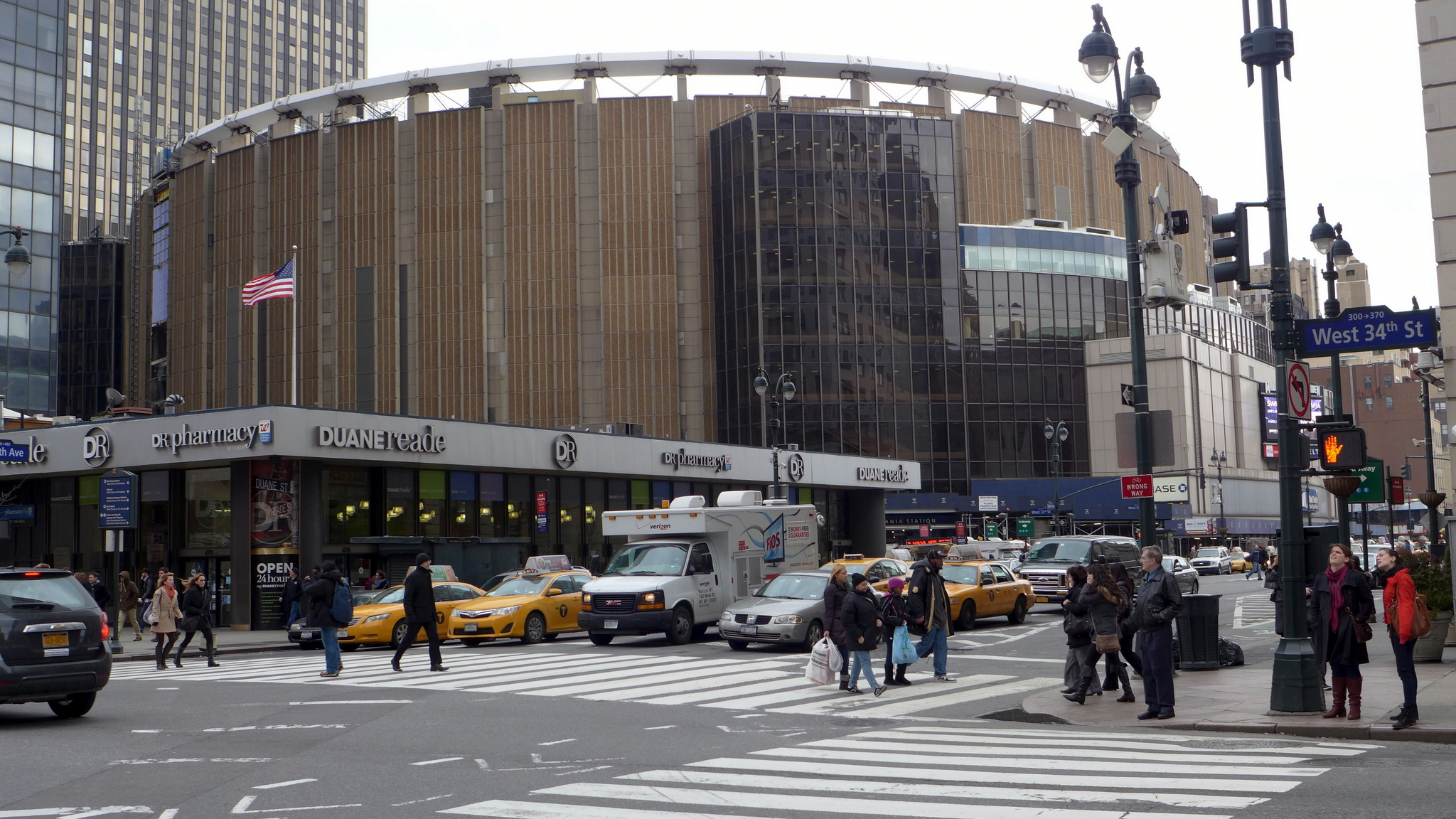
Madison Square Garden

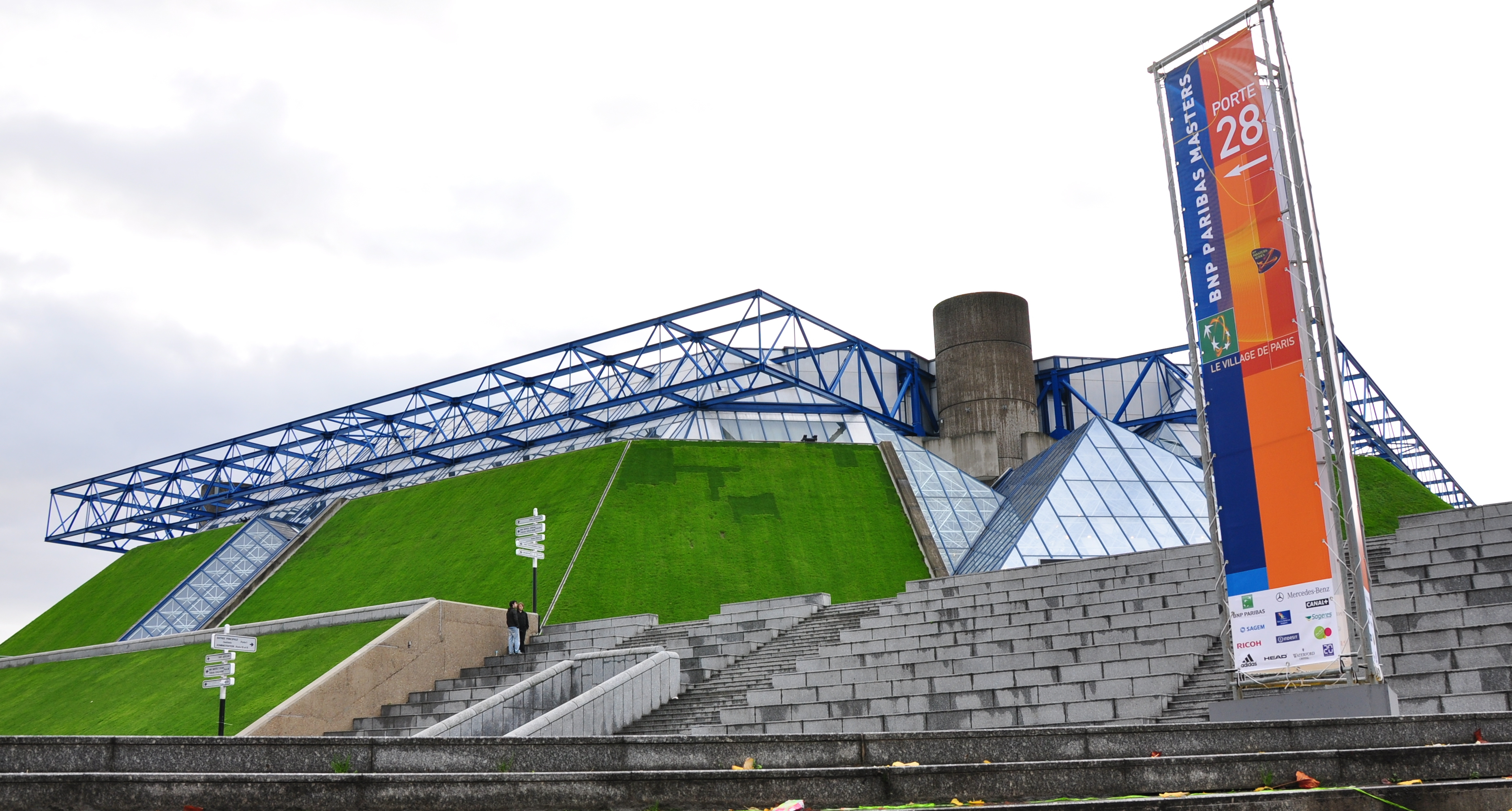
AccorHotels Arena

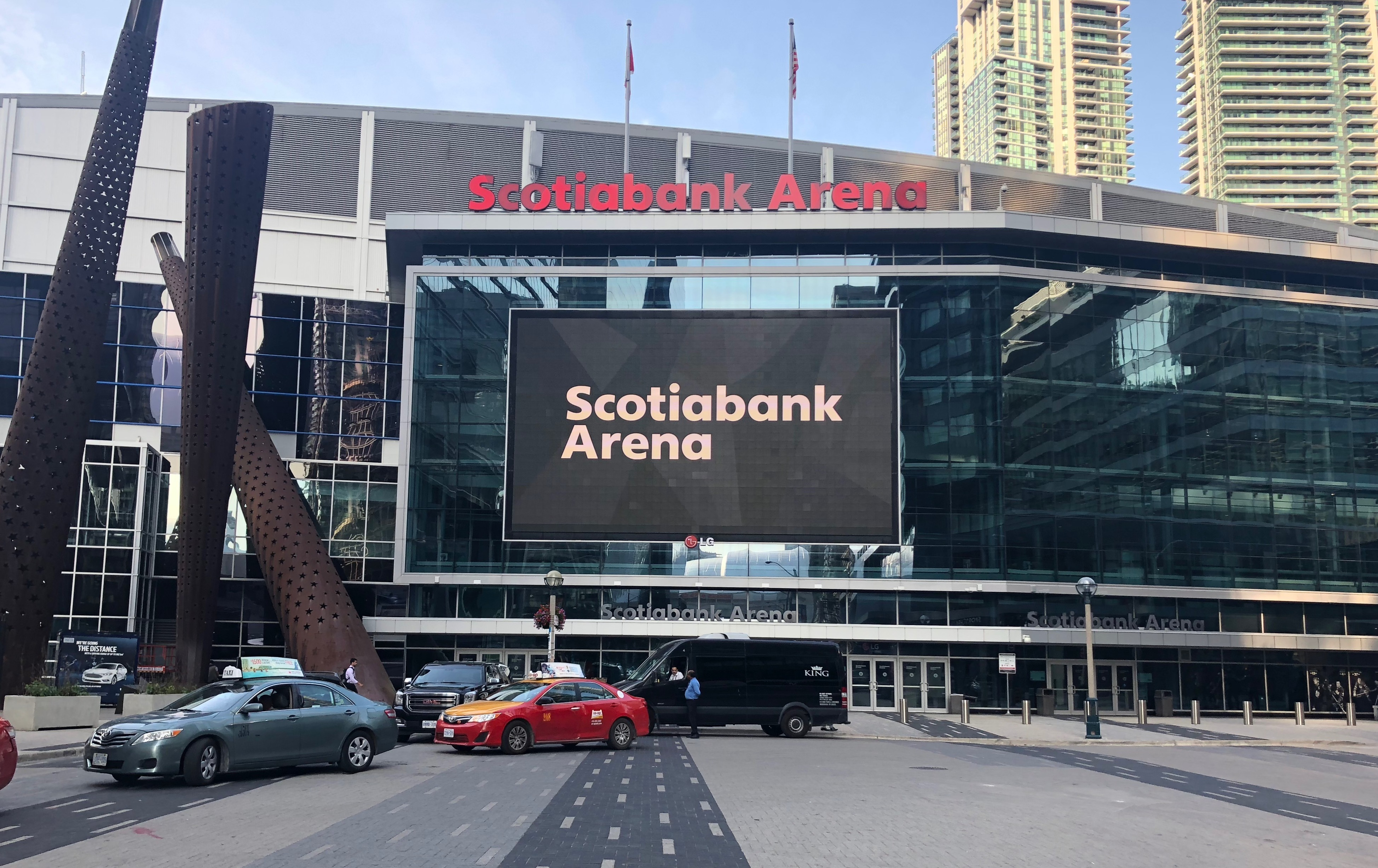
Scotiabank Arena

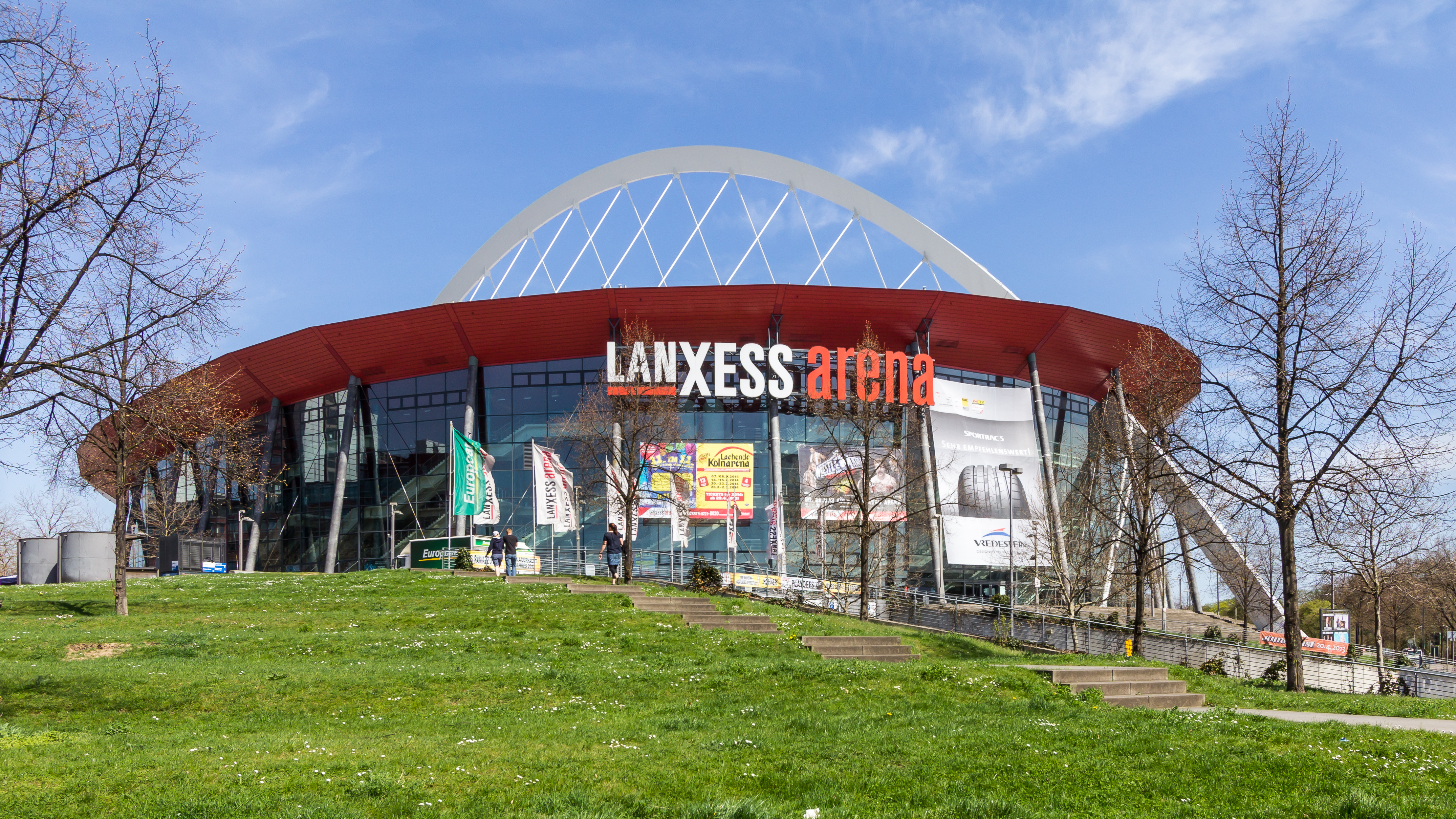
Lanxess Arena

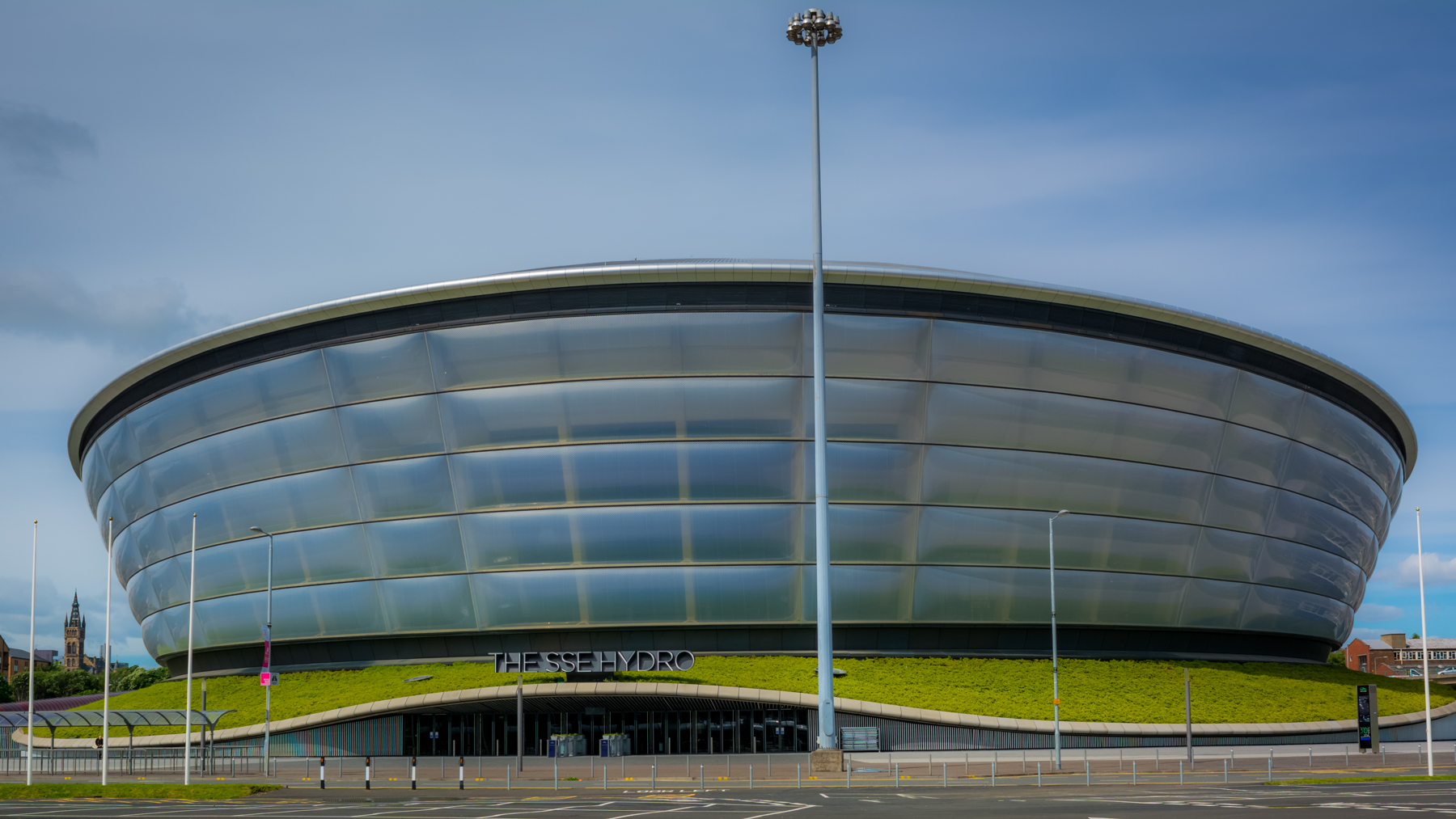
SSE Hydro

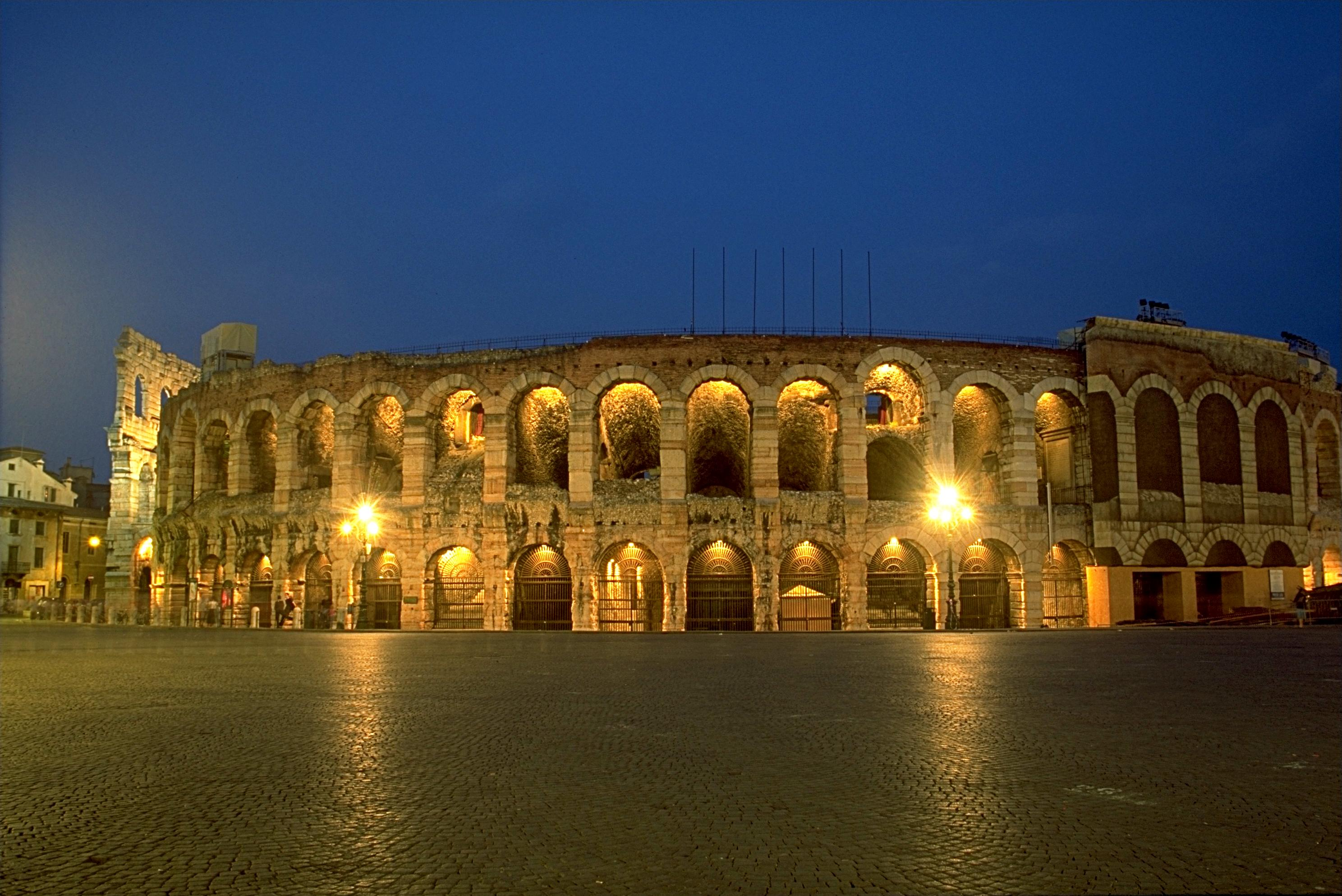
Arena din Verona

Arenă (lat. arēna = nisip) definește o suprafață de teren nivelată acoperită cu nisip. În perioada antică era un loc destinat întrecerilor sportive, asistate de public. De arenă aparține clădirea amfiteatrului unde aveau loc lupte de gladiatori, lupte organizate cu care de război, sau lupte cu animale sălbatice; de aici provin circul, colosseumul, stadionul, teatrul. Arenele sunt de obicei concepute pentru a găzdui un număr mare de spectatori.
Cuvântul derivă din harena latină, un nisip deosebit de fin/neted folosit pentru a absorbi sânge în arte antice cum ar fi Colosseum din Roma.
Termenul "arenă" este, de asemenea, folosit în mod liber pentru a se referi la orice eveniment sau tip de eveniment care are loc literal sau metaforic într-o astfel de locație, de multe ori cu intenția specifică de a compara o idee cu un eveniment sportiv. Astfel de exemple ar fi termeni precum "arena războiului" sau "arena iubirii" sau "arena politică". În multe jocuri de lupte, scena în care se luptă adversarii este, de asemenea, numită o arenă.
Termenul este folosit și în chimie ca echivalent pentru hidrocarbură aromatică.